# Дифосген
Дифосге́н — хімічна сполука ряду оксогалогенідів складу C2O2Cl4, трихлорометиловий естер хлорометанової кислоти. За звичайних умов речовина є прозорою, маслянистою рідиною.
Дифосген був вперше синтезований у 1847 році. У Першій світовій війні активно застосовувався як хімічна зброя задушливої дії — як окрема речовина або у поєднанні з хлоропікрином та димоутворювачами. Вперше він був застосований Німеччиною у 1916 році проти французької армії у Верденській битві.
Дифосген використовується в ролі агенту хлорування, а також для отримання пластмас, барвників, синтетичних волокон.

## Фізичні властивості
Дифосген є прозорою, рухливою маслянистою рідиною із запахом сіна. Слабко розчиняється у воді, при цьому розкладається. Добре розчиняється в органічних розчинниках, мастилах.
Максимальна концентрація у повітрі при 20 °C — 120 мг/л. Леткість сполуки складає 12 г/м³ при 0 °C, 45 г/м³ при 20 °C, 270 г/м³ при 51,7 °C.

## Отримання
Дифосген отримують хлоруванням метилового естеру метанової кислоти при дії ультрафіолетового випромінювання:
Утворений продукт являє собою суміш моно-, ди- та трихлоропохідних. Їхнє розділення проводять фракційною перегонкою, проте воно дещо ускладнене близькістю температур кипіння: монопохідна кипить за 107 °C, дихлоропохідна — за 110 °C, а трихлоропохідна — за 128 °C.
Також застосовується метод синтезу із фосгену: при дії на нього метанолу утворюється естер, який у подальшому хлорують:

## Хімічні властивості
При нагріванні понад 350 °C дифосген розкладається:
Він може розкладатися вже за кімнатної температури у присутності каталізаторів: активованого вугілля, AlCl3, FeCl3, SnCl2, оксидів заліза. При дії AlCl3 або FeCl3 утворюється переважно тетрахлорметан і оксид вуглецю:
{\displaystyle \mathrm {ClCOOCCl_{3}{\xrightarrow {AlCl_{3}}}CO_{2}+CCl_{4}} }
Гідроліз дифосгену відбувається значно повільніше, аніж у фосгену. Сприяє процесу нагрівання та дія лужних сполук. При кип'ятінні у водному розчині сполука повністю розкладається за кілька хвилин:
{\displaystyle \mathrm {ClCOOCCl_{3}+2H_{2}O{\xrightarrow {t}}2CO_{2}+4HCl} }
{\displaystyle \mathrm {ClCOOCCl_{3}+8NaOH{\xrightarrow {t}}2Na_{2}CO_{3}+4NaCl+4H_{2}O} }
{\displaystyle \mathrm {ClCOOCCl_{3}+2Na_{2}CO_{3}{\xrightarrow {t}}4NaCl+4CO_{2}} }
{\displaystyle \mathrm {ClCOOCCl_{3}+2Na_{2}S{\xrightarrow {t}}4NaCl+CO_{2}+CS_{2}} }
У хімічних взаємодіях дифосген проявляє властивості оксогалогенідів та естерів. Подібно до фосгену, дифосген активно реагує з аміаком, амінами із утворенням сечовини та її похідних:
{\displaystyle \mathrm {ClCOOCCl_{3}+NH_{3}{\xrightarrow {}}2\ OC(NH_{2})_{2}} }
{\displaystyle \mathrm {ClCOOCCl_{3}+PhNH_{2}{\xrightarrow {}}2\ OC(NHPh)_{2}} }

## Токсичність

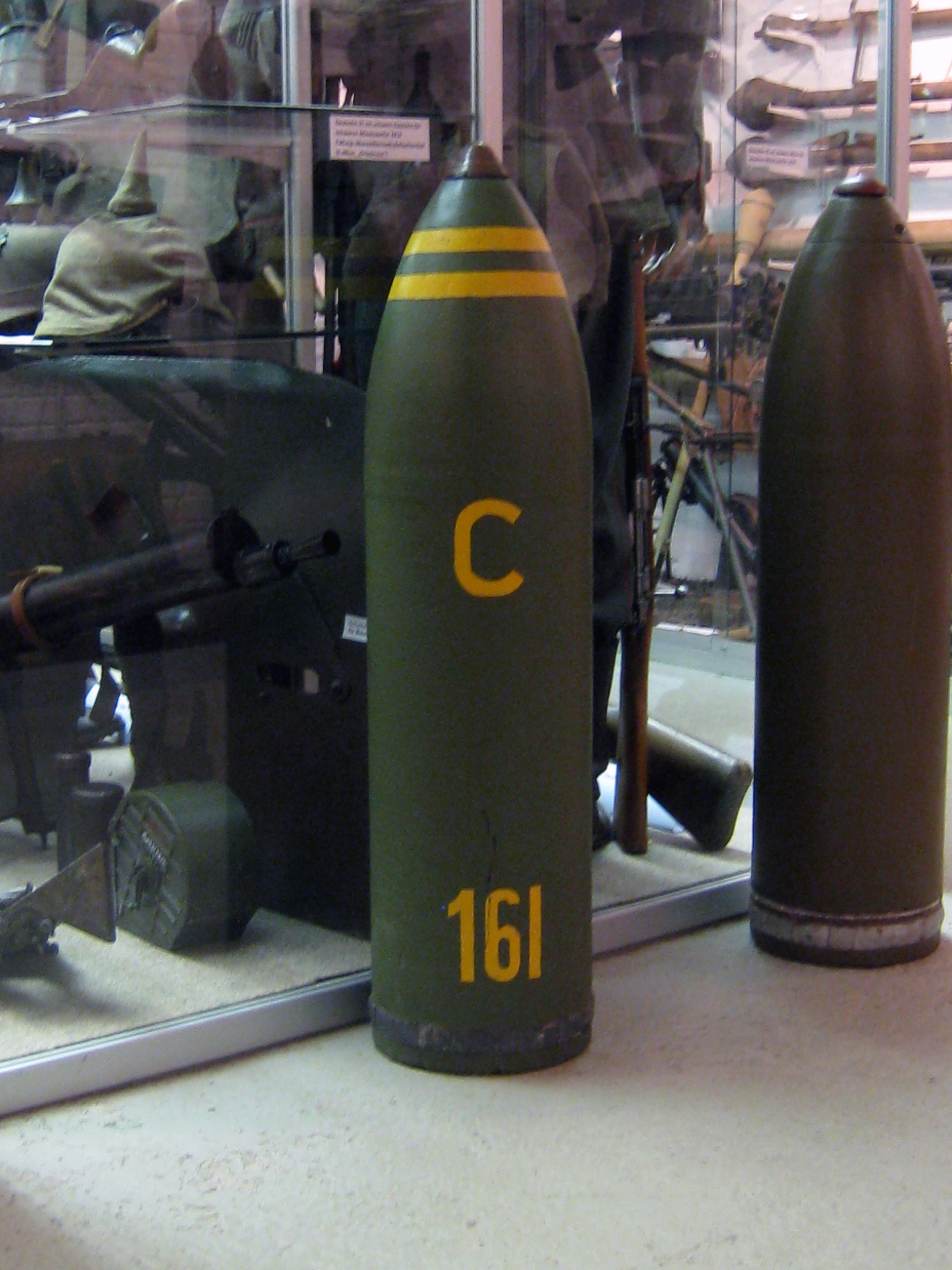
Снаряд із речовиною «Зелений хрест»

За своєю токсиною дією дифосген подібний до фосгену. Він є токсичним лише при його інгаляції, у рідкому стані крізь шкіру не проникає і може залишити тільки невеликі опіки. Пара дифосгену подразнює дихальні шляхи.
Подразнююча дія на очі проявляється за концентрації у 0,005 мг/л. Концентрація 0,04 мг/л є прийнятною при контакті не більше 1 хвилини, а дози 1 мг/л протягом 5 хв. є смертельними. Для 15-хвилинної дії смертельною є концентрація 0,5—0,7 мг/л.
Принцип дії дифосгену на організм полягає у його реакції із ліпідами-складовими стінок клітин легеневих тканин, що призводить до збільшення проникності мембран. В результаті цього крізь них просочується плазма крові і стається набряк легенів. Це спричинює порушення газообміну, нестачу кисню і врешті-решт смерть.
Симптоми отруєння речовиною проявляються через 6—8 годин після контакту із нею. Захистом від дифосгену слугує протигаз.

### Військові позначення
У Першій світовій війні застосовувалася суміш дифосгену із фосгеном та хлоропікрином, що отримала назву «Зелений хрест» (нім. Grünkreuz).
У різних країнах дифосген має такі назви і позначення:
- США — DP
- Німеччина — Perstoff, Grünkreuz
- Франція — Surpalite
- Велика Британія — Superpalite, Diphosgene